# Orumilá

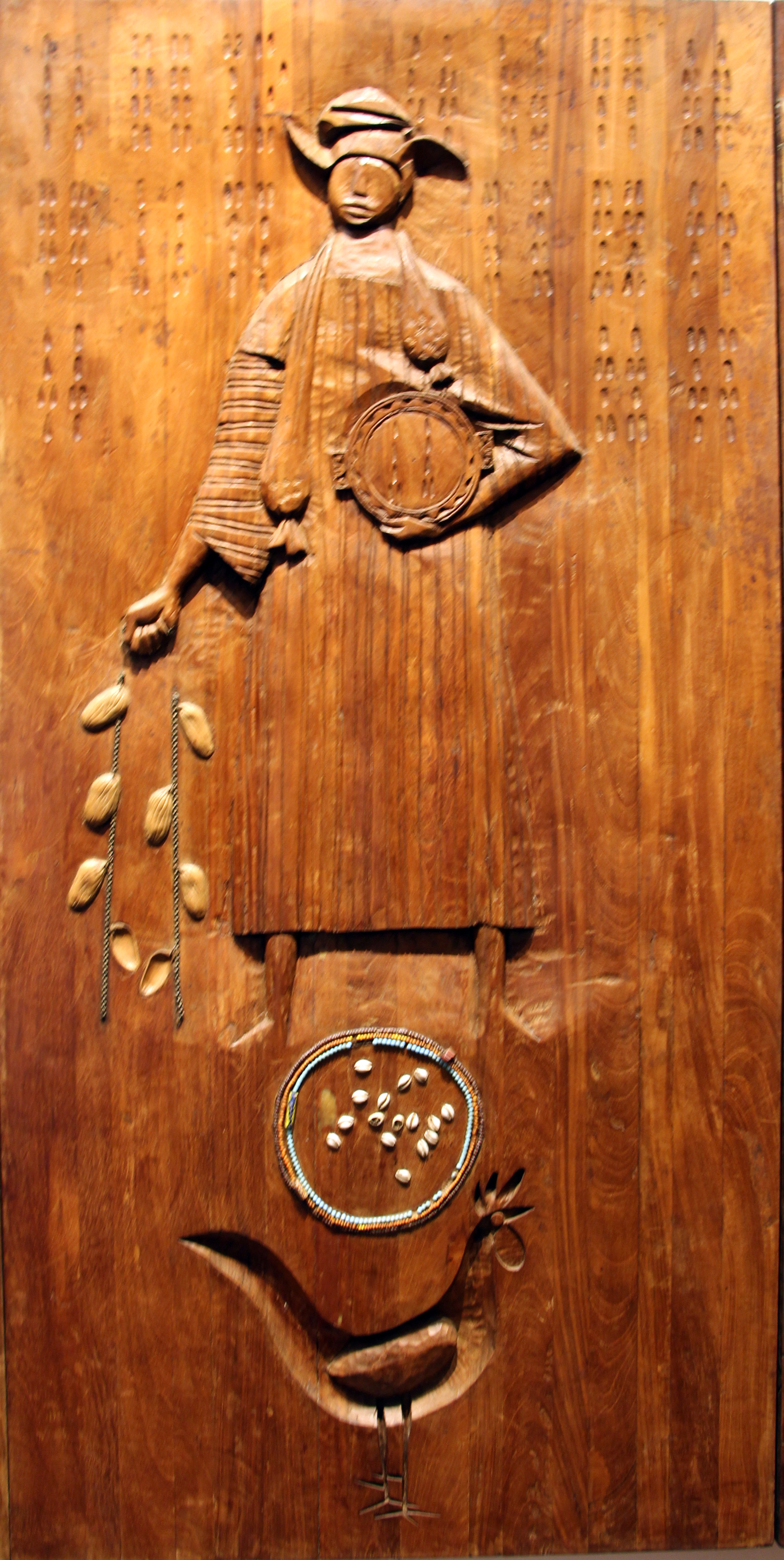
Orunmilá-Ifá - escultura de Carybé em madeira, em exposição no Museu Afro-Brasileiro, Salvador, Bahia, Brasil

Orumilá (em iorubá: Ọ̀rúnmìlà-Ifá), na mitologia iorubá, é um orixá, e divindade da profecia e da adivinhação, ligado ao Orum.
Ele é reconhecido como "Ibiqueji Olodumarê" (segundo só a Olodumarê (Olorum, Deus)) e Eleri Ipim (em iorubá: Èléri Ípìn; testemunha da criação). 
Sobre Eleri Ipim a melhor tradução é: testemunha, aquele que viu (eleri), da escolha individual (ipim), isto é, "a testemunha do que a pessoa escolheu". Em resumo, Eleri Ipim quer dizer que Orumilá sabe o que a pessoa escolheu, por ela mesma, para vir fazer no mundo.  
Orumilá também é às vezes chamado Ifá que é de fato a incorporação do conhecimento e sabedoria e a forma mais alta da prática de adivinhação.
Embora Orumilá não seja de fato Ifá, a associação íntima existe, porque ele é o que conduz o sacerdócio de Ifá.
Ifá é uma religião oriunda da Nigéria e preservada em Cuba e hoje é conhecida em muitos países do mundo, como México, Estados Unidos, Canadá, Colômbia, Venezuela, América Latina em geral, países da Europa como Espanha, França, Alemanha, Inglaterra, e diversos países do mundo.
Os sinais gráficos utilizados em Ifá para representar os signos divinatórios chamados "odu" são originários da geomancia árabe.
Diz-se da organização de Ifá na cidade de Ilê-Ifé onde Odudua (personagem histórico) e seus guerreiros chegam à cidade; ele organizou o que hoje conhecemos por oráculos de Ifá. Os oráculos de Ifá são o opelé-ifá ou os iquins (sementes de dendezeiro). Os sacerdotes de Ifá são chamados babalaôs (pai dos segredos).